# ФК Ђемре УФК

ФК Ђемре УФК (мађ. Utánpótlás Futball Club Gyömrő), је мађарски фудбалски клуб. Седиште клуба је у Ђемри, Мађарска. Боје клуба су плава и црна. Тренутно се такмичи у првом разреду Будимпештанске жупанијске лиге. Клуб је основан 2005. године, преузет је клуб који је до тада деловао. Клуб се фокусирао на образовање мале деце која желе да играју фудбал, док први тим се планира за будућност. 
Утакмице првог тима се играју на спортком центру УФК Ђемре.
Оснивање и изградња клуба је почела 2002. године, када је основана омладинска фудбалска академија под називом Омладинска фудбалска академија Ђимро. У априлу је кренуо рад са обуком по секцијама у којима је тада било 50 деце. тадашње секције су прерасле у удружење које се не бави само образовањем младих, већ се такмичи са екипом одраслих и дечака и запошљава 200 спортиста из Ђера и околине.
Као удружење клуб делује од 12.12.2005. године, када је преименовано у Фудбалски клуб Ђемре. Током 2013. године преузет је и сениорски клуб Ђемре ШЕ, и од тада се клуб такмичи са екипама одраслих и дечака.